# Памела Вейр
Памела Вейр (англ. Pamela Ware, 12 лютого 1993) — канадська стрибунка у воду.
Учасниця Олімпійських Ігор 2016, 2020 років.
Призерка Ігор Співдружності 2014 року.
Переможниця Панамериканських ігор 2019 року, призерка 2015 року.